# 支流運河站
支流運河站（羅馬化：Obvodny Kanal）是俄羅斯聖彼得堡地鐵的一個車站。支流運河站開通於2010年12月30日，屬於聖彼得堡地鐵5號線。